# Krämerbrücke
Krämerbrücke (nemška izgovarjava: [ˈkʁɛːmɐˌbʁʏkə]; v prevodu Trgovski most) je srednjeveški ločni most v mestu Erfurt v Turingiji v osrednji Nemčiji, ki je obdan s trgovinami in pollesenimi hišami na obeh straneh tlakovane ulice. Je eden redkih preostalih mostov na svetu, ki ima naseljene stavbe. Neprekinjeno je naseljen že več kot 500 let, dlje kot kateri koli drug most v Evropi. Kamniti most za pešce, ki je iz leta 1325, je ena najstarejših posvetnih stavb v Erfurtu. Razteza se nad Breitstromom, rokavu reke Gere in povezuje dva mestna trga – Benediktsplatz in Wenigemarkt.

## Opis
Krämerbrücke je skupaj dolg 125 m. Kamniti most, ki je bil zgrajen leta 1325, je zgrajen iz apnenca in peščenjaka in ima šest vidnih banjastih lokov, širokih od 5,5 do 8 m. Odsek mostu, ki ga podpira šest lokov, je dolg 79 m. Na vrhu kamnitega mostu so zgradili lesene stojnice za trgovanje z blagom.
Most je imel prvotno na obeh koncih kamnito cerkev, kjer so bili postavljeni vhodi – cerkev sv. Benedikta na zahodnem koncu in cerkev sv. Egidija na vzhodnem koncu. Cerkev sv. Egidija, edina od obeh, ki še obstaja, je bila prej mostna kapela. Kapela je bila prvič omenjena leta 1110. Obok cerkve, skozi katerega je mogoče vstopiti na Krämerbrücke, je širok 3,75 m in visok 3,25 m.
Gradnja hiš na Krämerbrücke je bila končana leta 1486, po požaru leta 1472, ki je uničil skoraj polovico mesta in tržnice na kamnitem mostu. Na vsaki strani kamnitega mostu je bilo zgrajenih 62 stavb, ki so med obema vrstama ustvarili ulico. Kasneje so hiške postopoma združevali, tako da je na mostu zdaj 32 hiš. V pritličju imajo trgovine, zgoraj pa bivalne prostore. To so najdaljše vrste naseljenih stavb na katerem koli mostu v Evropi.
Trinadstropne hiše so visoke od 13 m do 15 m. Da bi bile primerne za bivanje, je bila širina mostu razširjena z uporabo lesenih sprengwerk (konzol) ob straneh obokov, tako da so stavbe delno previsne nad kamnito mostno konstrukcijo. Skupna širina mostu, kot je bil dokončan leta 1486, je 26 m. Cesta med obema nizoma stavb je široka 5,5 m. 

## Zgodovina
Most je bil del Via Regia, srednjeveške trgovske in romarske cestne mreže, ki je povezovala Rim z Baltskim morjem in Moskvo s Santiagom de Compostela v severni Španiji. Krämerbrücke je na poti od reke Ren do Šlezije. Je tudi na eni glavnih poti Camino de Santiago, Jakobove romarske poti. Erfurt je bil na glavnem križišču Via Regia in je v srednjem veku postal pomembno trgovsko središče. Bil je član Hanzeatske lige.
Lesen most je bil zgrajen nekje med 8. in 11. stoletjem na istem rečnem prehodu kot današnji Krämerbrücke. Most je bil prvič omenjen leta 1117, potem ko ga je uničil eden od številnih požarov.
Prvi pisni dokaz o pons rerum venalium, tj. »tržnem mostu«, na mestu sega v leto 1156. Trgovci in obrtniki so do tega datuma že postavili tržnice na obeh straneh mostu. Ime Krämerbrücke, kar pomeni "trgovski most", je v splošni rabi od leta 1510.
Na lesenem mostu so se ponavljali požari v letih 1175, 1178, 1213, 1222, 1245, 1265 in 1293. Po požaru leta 1265 so se začele razpravljati o gradnji kamnitega mostu in leta 1293 je občinska uprava od samostanov pridobila vse mostne pravice, ki je na mostu trgoval z blagom. Vendar pa je bil kamniti most dokončan šele leta 1325.
Približno prvih sto let po izgradnji kamnitega mostu so na njegovih stojnicah prodajali predvsem lokalne pridelke. V Erfurtu je bilo več pomembnih samostanov, vključno s svetim Avguštinom, kjer je bil kasneje menih Martin Luther; dominikanski Predigerjev samostan, kjer je bil prior mistik Mojster Eckhart (ok. 1260–1328); in benediktinski samostan sv. Petra in Pavla, ki je bil na hribu, kjer zdaj stoji citadela Petersberg. Ti so imeli na mostu še naprej stojnice, na katerih so prodajali Apoteke, kot so zdravilna in kulinarična zelišča, vino in zelenjava.
Kasneje so na mostu prodajali blago, kot so papir, zlatarska dela, svilo, začimbe in orientalske dišave, kot je kadilo in lokalno pridelano dragoceno in pomembno barvilo iz rastline Isatis tinctoria, po katerem je bil Erfurt znan, je bil prodan trgovcem, ki so ga vozili po Evropi.
V 16. in 17. stoletju, potem ko so bile zgrajene sedanje hiše, so v delavnicah na mostu začeli delovati obrtniki, kot so izdelovalci igrač, krznarji, izdelovalci slaščic in strojarji usnja.
Leta 1624 je mestni svet dovolil uličnim glasbenikom, da igrajo na mostu in okoli njega, na piščali, gosli, trobente in rogovi. Na mostu še danes igrajo ulični glasbeniki; tako tradicionalna glasba kot sodobne skupine so pomemben del vsakoletnega Krämerbrückenfesta.

### 19. in 20. stoletje
Cerkev sv. Benedikta na zahodnem koncu mostu je bila leta 1807 prodana in kasneje, razen stolpa, leta 1810 porušena, da bi zgradili novo hišo. Leta 1895 je bil porušen tudi stolp, da bi omogočili gradnjo Rathausbrücke (most mestne hiše), ki prečka reko vzporedno s Krämerbrücke na njegovi južni strani. Ko so načrtovali Rathausbrücke, so razpravljali o zamisli o popolnem rušenju Krämerbrücke.
Leta 1945 so bile hišne številke 11 do 14 poškodovane v napadu zavezniškega letalstva, številka 12 pa popolnoma uničena. Objekti so bili leta 1954 rekonstruirani.
Vzhodnonemška vlada je v letih 1985 in 1986 izvedla obsežno obnovo celotne mostne konstrukcije, vključno z oboki. Od takrat je dovoljena uporaba mostu za vozila do teže 11 ton, čeprav ostaja v bistvu most za pešce, le manjša dostavna in vzdrževalna vozila do njega dostopajo ob omejenem času.
Od leta 1990 je bil most v stalnem vzdrževanju. Za to je bilo porabljenih več kot 1 milijon evrov.

## Krämerbrücke danes
Most je še vedno pomembna prometnica za lokalne prebivalce, pa tudi ena glavnih turističnih znamenitosti Erfurta. Še vedno je v skoraj enaki uporabi kot že več kot 500 let.
Na Krämerbrücke živi približno 80 ljudi. V trgovinah na nivoju ulice so podjetja, kot so obrtne delavnice, specializirane prodajalne hrane, starinarnice, prodajalci vina, umetniške galerije, kavarne itd. Na zahodnem koncu mostu deluje pekarna. Zgornji nivoji stavb so večinoma naseljeni domovi. Razen objektov pod številkami 15, 20, 24 in 33 so vsi ostali objekti na mostu občinska last.
V srednjem veku stavbe niso bile oštevilčene in veliko ljudi je bilo nepismenih, zato so hišne znake včasih obešali na stavbe ali jih postavljali nad vrata, da so hišo in njene stanovalce zlahka locirali. Primere teh je še vedno mogoče videti na mostu, pa tudi originalna vrata, ki so morda stara več sto let.
Stiftung Krämerbrücke (Fundacija Krämerbrücke) je leta 1996 ustanovil mestni svet. Odgovoren je za vzdrževanje mostu in promocijo njegove zgodovine. Fundacija strogo nadzoruje, katere vrste podjetij lahko delujejo z mostu, da bi zagotovili, da ostane v skladu s svojimi zgodovinskimi koreninami. V Haus der Stiftung (Krämerbrücke 31) je stalna razstava o zgodovini mostu. V informacijskem centru so tudi informacije o organizacijah, ki skrbijo za ustrezno oskrbo mostu; to so:
- Stiftung Krämerbrücke (fundacija Krämerbrücke)
- Deutsche Stiftung Denkmalschutz (Nemška ustanova za spomeniško varstvo)
- Elisabeth and Fritz Thayssen Stiftung Hamburg

## Krämerbrückenfest
Krämerbrückenfest je pomemben festival v Erfurtu, ki pritegne približno 130.000 obiskovalcev. Tridnevni festival poteka v tretjem tednu junija vsako leto od leta 1975. Je praznik mostu in kulture srednjega veka. Festival uradno odpre igralec, ki igra folklorni lik Tilla Eulenspiegla, ki je po legendi obiskal Erfurt in preslepil profesorje na univerzi, da je naučil osla brati.

## Galerija
- Pogled iz zraka, severna stran, Krämerbrücke, 2006
- Južna stran, Krämerbrücke, 2018
- Severna stran, Krämerbrücke iz reke Gere, 2014
- Balkoni, Krämerbrücke
- Od Krämerbrücke do Wenigemarkta skozi obok cerkve sv. Egidija
- Cerkev sv. Egidija iz Wenigemarkta, 2018
- Zahodni vhod v Krämerbrücke z Benediktsplatza, 2011
- Pogled ulice Krämerbrücke proti zahodu, 2014
- Pogled ulice Krämerbrücke proti vzhodu, 2014
- Polleseno ogrodje in svinčena okna
- Znotraj lutkarske delavnice, Krämerbrücke
- Vrata (ok. 1560); vrata (ok. 1800), Krämerbrücke
- Krämerbrücke, vrata s hišnim znakom
- Krämerbrücke, Goldhelmov hišni znak
- Pogled z ulice Krämerbrücke, 1956
- Krämerbrücke ponoči